# Konstantin Stoilov
Konstantin Stoilov (in bulgaro Константин Стоилов?; Plovdiv, 5 ottobre 1853 – Sofia, 5 aprile 1901) è stato un politico bulgaro, primo ministro del principato di Bulgaria per due differenti mandati.
Simeon Radev lo descrisse come il più "europeo" di tutti i politici bulgari.

## Biografia
Nato a Plovdiv, Stoilov studiò al Robert College americano ad Istanbul, prima di studiare giurisprudenza all'Università di Heidelberg al livello di dottorato. Mentre si trovava in Germania divenne membro della massoneria.
Politico di carriera all'interno del partito conservatore bulgaro, e quindi con il suo partito popolare, ebbe numerosi incarichi governativi, tra cui il ministero degli esteri, il ministero della giustizia e il ministero degli interni. Il suo primo incarico come primo ministro ebbe una brevissima durata dal 10 luglio al 1º settembre 1887. Tornò in carica una seconda volta il 31 maggio 1894, per un periodo più lungo. Il secondo mandato fu caratterizzato da una crescente tolleranza verso le attività del VMRO, così come da un migliore trattamento degli ebrei (come avvocato difese con successo gli ebrei di Vraca da un processo per accusa del sangue nel 1890). Il governo di Stoilov dovette affrontare una campagna di critiche mosse da sezioni della stampa organizzate dal principale antagonista politico Stefan Stambolov e come conseguenza l'amministrazione Stoilov promulgò alcune leggi contro Stambolov, come l'esproprio delle sue terre per uso statale e l'abolizione delle pensioni pagate agli ex-ministri del governo Stambolov. La coalizione guidata da Stoilov rimase in carica fino al 30 gennaio 1899, quando ebbe inizio una serie di amministrazioni liberali. Rimase una figura importante nella vita politica bulgara fino alla morte.